# Utsira
Utsira este o comună din provincia Rogaland, Norvegia.
Se află în Marea Nordului, cu cel mai înalt punct în Arasetet[*], la 71 m. Are o suprafață de 6,32 km². Populația este de 208 locuitori, determinată în 1 ianuarie 2023, prin Folkeregisteret[*].